# Hugo Karlén
Alve Hugo Villiam Karlén, född 7 juni 1911 i Resö, Västra Götalands län; död 30 juli 2002, var en svensk friidrottare med medel- och långdistanslöpning som huvudgren. Karlén tävlade först för Valla IF i Valla och övergick senare till Brandkårens IK i Stockholm. Under sin aktiva tid satte Karlén 2 världsrekord.

## Meriter
Karlén blev svensk mästare i stafettlöpning 4 x 1 500 m 1938 (med (Nils Persson, Henry Kälarne och Åke Spångert) och 1940 och 1941 (med Henry Kälarne, Bror Hellström och Åke Spångert). Segertiden 1941 blev också nytt svenskt rekord och världsrekord.
1941 satte Karlén även världsrekord i stafettlöpning 4 x 1 engelsk mil (återigen med Kälarne, Hellström och Spångert) vid tävlingar 15 augusti i Stockholm.